# Octave Crémazie
Octave Crémazie, właśc. Claude-Joseph-Olivier Crémazie (ur. 16 kwietnia 1827 w Québecu, zm. 16 stycznia 1879 w Hawr) – kanadyjski poeta francuskojęzyczny, uznawany za ojca poezji frankokanadyjskiej.

## Życiorys
Ukończył Séminaire de Québec, w 1844 założył księgarnię, która stała się centrum wpływowego ugrupowania literackiego o nazwie Mouvement patriotique et littéraire de Québec (Patriotyczny Ruch Literacki Quebecu). Był bliski estetyczno-ideowym poglądom François Xaviera Garneau i Louisa-Honoré'a Fréchette'a, w latach 1850-1856 podróżował po zachodniej Europie, od ok. 1854 publikował swoje poematy na łamach „Journal de Québec”, w 1861 wraz z przyjaciółmi zaczął wydawać comiesięczny magazyn literacki „Les Soirées Canadiennes”, stawiający za cel zachowanie folkloru francuskiej części Kanady. Tworzył patriotyczno-romantyczne wiersze inspirowane twórczością francuskich poetów, nawiązujące do historii Francji, Nowej Francji i Kanady, które przyniosły mu rozgłos. Jego najbardziej patriotyczne wiersze to Le Vieux Soldat canadien (Stary kanadyjski żołnierz) z 1855 i Le Drapeau de Carillon (Flaga Karylionu) z 1858, która niemal stała się pieśnią narodową Kanady. W 1863 po bankructwie księgarni, uciekając przed wierzycielami udał się do Francji, gdzie żył pod przybranym nazwiskiem Jules Fontaine. Po ucieczce do Francji pisał oryginalne poematy fantastyczne związane z osobistym doświadczeniem banity i myślami o śmierci. Napisał wtedy m.in. pesymistyczny wiersz Promenade des trois morts, który pozostał niedokończony. W 1866 opublikował listy (Lettres et fragments de lettres), w których uzależniał rozwój literatury narodowej od stworzenia francuskiego języka literackiego swoistego dla Kanady. Pozostawił także dzienniki z okresu wojny francusko-pruskiej 1870-1871.